# Salt Lake Raiders
Salt Lake Raiders è un film del 1950 diretto da Fred C. Brannon.
È un western statunitense con Allan Lane, Eddy Waller, Roy Barcroft e Martha Hyer.

## Produzione
Il film, diretto da Fred C. Brannon su una sceneggiatura di M. Coates Webster, fu prodotto da Gordon Kay, come produttore associato, per la Republic Pictures e girato nell'Iverson Ranch a Chatsworth, Los Angeles, California, da fine gennaio all'inizio di febbraio 1950. Gli effetti ottici, coordinati da Howard Lydecker e Theodore Lydecker, furono realizzati dalla Consolidated Film Industries. La musica è firmata da Stanley Wilson.

## Distribuzione
Il film fu distribuito negli Stati Uniti dal 1º maggio 1950 al cinema dalla Republic Pictures. È stato distribuito anche in Brasile con il titolo Os Três Mascarados.